# Stipa richteriana
Stipa richteriana là một loài thực vật có hoa trong họ Hòa thảo. Loài này được Kar. & Kir. miêu tả khoa học đầu tiên năm 1841.